# زربية مغربية

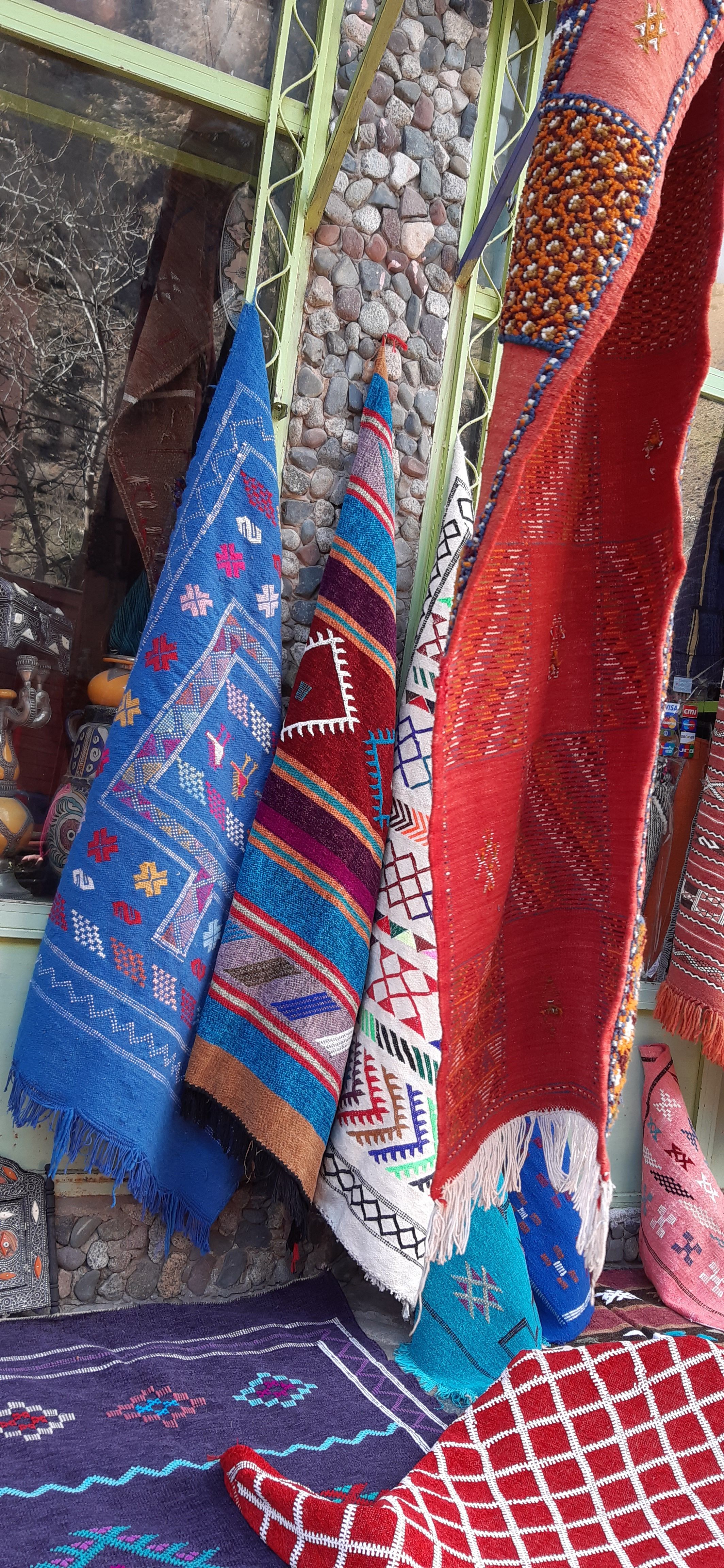
الزربية المغربية التقليدية.

صناعة السجاد في المغرب هي صناعة تقليدية متجدرة في المغرب منذ مئات السنين، حيث يعد السجاد التقليدي اليدوي من أشهر منتجات قطاع الصناعات الحرفية في البلاد. تختلف الزرابي المغربية من منطقة لأخرى، وتتميز بلوحات فنية تنسج عليها حكايات وقصص شعبية من تاريخ المغرب.

## أنواع الزرابي
يتميز السجاد المغربي عموما بلونه الأحمر الفاقع، حيث يطغى على مواده الصوف الخالص أو القطن، ويزين بزخارف مميزة نتاج لخليط من التمازج التاريخي والثقافي بين الأمازيغ والعرب والحضارة الأندلسية، وتختلف هذه المعايير من منطقة لأخرى، مما ساعد على وجود أنواع كثيرة من السجاد داخل بلد واحد. ويعرف السجاد المغربي بانحناءاته وأشكاله الهندسية، وتتنوع الألوان المستعملة فيه من منطقه لأخرى بين الأزرق والأحمر والأصفر والأخضر.

### الزربية الأطلسية
يتميز سجاد الأطلس الكبير والمتوسط بالتصاميم الهندسية مختلفة الأحجام، ونادرا ما تضم رسوم هذا النوع من السجاد أشكال طيور أو حيوانات أو أشخاص. وتختلف أنواع السجاد باختلاف تاريخ وحمولة القبيلة التي تصممها. وتتركز صناعته في قرى سوس والأطلس.

### الزربية الفاسية
الزربية الفاسية هي نوع من السجاد التقليدي المغربي و التي تُنتج وتستخدم في مدينة فاس في المغرب. تعتبر الزربية جزءًا هامًا من التراث الثقافي والحرفي للمدينة وتعكس تاريخها الغني وتقاليدها الفنية.
تتميز الزربية الفاسية بعدة عناصر مميزة، بما في ذلك:
1. التصميم الهندسي: تتميز الزربية الفاسية بتصميم هندسي معقد ومتقن. يتكون من نقوش هندسية متناغمة تشكل أشكالًا هندسية متعددة مثل الدوائر والمثلثات والمربعات. يتم تنسيق الألوان بشكل جميل لإنشاء تأثير بصري فريد.
2. الألوان الزاهية: تستخدم الزربية الفاسية الألوان الزاهية والمشرقة مثل الأزرق والأخضر والأحمر والبرتقالي والأصفر. تتناسق الألوان مع بعضها البعض لتكون تركيبة ملونة وحيوية.
3. النسيج القطني: تُصنع الزربية الفاسية من القطن، مما يجعلها مريحة وخفيفة الوزن. يتم استخدام تقنيات النسيج التقليدية في إنتاجها بأيدي حرفيين ماهرين.
و يمكن استخدام الزربية الفاسية في عدة أشكال واستخدامات. يمكن استخدامها كأقمشة للملابس التقليدية مثل القفاطين والجلابيات، وكذلك في صناعة الحقائب والأحذية والإكسسوارات. كما يمكن استخدامها في الديكور الداخلي كتغطية للأثاث أو كستارة.
تُعتبر الزربية الفاسية جزءًا أساسيًا من التراث الفني والحرفي في فاس، وتحظى بشهرة واهتمام داخل المغرب وخارجه. إنها قطعة فنية تعبيرية تجسد الثقافة والتقاليد الفنية للمدينة.

### الزربية المراكشية
الزربية المراكشية هي نوع آخر من السجاد التقليدي المغربي. تحمل اسمها من مدينة مراكش الشهيرة في المغرب. تُعتبر الزربية المراكشية جزءًا هامًا من التراث الثقافي الحر في المدينة، وهي تتميز بخصائصها الفريدة.
حيث تتميز الزربية المراكشية بالآتي:
1. النسيج المزخرف: تُصنع الزربية المراكشية من قماش الحرير أو القطن، وتزين بنقوش معقدة وزخارف فنية. تتضمن النقوش الهندسية والزهور والنباتات والشعارات التقليدية المغربية. تتميز الزخارف بتفاصيل دقيقة وتركيبات معقدة.
2. الألوان الزاهية: تستخدم الزربية المراكشية الألوان الزاهية والمشرقة، مثل الأحمر والأصفر والأزرق والبرتقالي. تجمع الألوان بين التباين والتناغم لإنشاء تأثير بصري مبهج.
3. التطريز والزينة: تزين الزربية المراكشية بتطريزات يدوية رائعة. يتم استخدام الخيوط الملونة والمواد اللامعة مثل الذهب والفضة لإبراز التفاصيل وإضافة لمسة من الفخامة والأناقة.
تستخدم الزربية المراكشية في عدة أشكال واستخدامات. يمكن استخدامها كأقمشة للملابس التقليدية مثل الجلابيات والتكاشيط، وكذلك في صناعة الحقائب والأحذية والمجوهرات. يمكن أيضًا استخدامها في الديكور الداخلي لإضفاء لمسة فنية وثقافية على المساحات.
تُعد الزربية المراكشية قطعة فنية رائعة تجسد ثقافة مراكش وتراثها الفني العريق. تحظى بشهرة واهتمام داخل المغرب وخارجه كعنصر جمالي وزخرفي مميز يستخدم في مختلف المجالات الفنية والحرفية.

### الزربية الزمورية
الزربية الزمورية هي نوع من السجاد التقليدي في المغرب، وتعود أصولها إلى منطقة أزمور المغربية. تُعرف الزربية الزمورية أيضًا باسم "الصارية" أو "الشارية".
تتميز الزربية الزمورية بالآتي:
1. النسيج القطني: تُصنع الزربية الزمورية من القطن الطبيعي. و يتم اختيار الألياف بعناية ليتم تجهيزها لإنتاج النسيج النهائي.
2. التصاميم الهندسية: تتميز الزربية الزمورية بتصاميم هندسية جميلة ومعقدة. تشمل النقوش الهندسية الدقيقة أشكالًا هندسية مثل الدوائر والمثلثات والمربعات والخطوط.
3. الألوان الترابية: تستخدم الزربية الزمورية الألوان الترابية التي تنعكس عن التراث الثقافي والبيئة في المنطقة. تشمل الألوان البني والأحمر والأصفر والأخضر والأزرق.
و تستخدم الزربية الزمورية في مجموعة متنوعة من الاستخدامات. و يمكن استخدامها كأقمشة للملابس التقليدية مثل الجلابيات والتنانير. كما يمكن استخدامها في صناعة الوسائد والمفروشات والحقائب والأكسسوارات.
تُعد الزربية الزمورية جزءًا من التراث الثقافي للمنطقة، وتحظى بشعبية في المغرب والعالم. حيث تُعتبر قطعة فنية تعبيرية تجسد التقاليد والتراث الثقافي للمنطقة، و يعتمد في استخدامها كمظهر من مظاهر الهوية والتعبير الثقافي المغربي.

### الزربية الرباطية
تتميز الزربية الرباطية (نسبة إلى الرباط) بالصوف الكثيف، ويغلب عليها اللون الأحمر الذي يتخذ كأرضية لها، بينما يزين الوسط والحافة برسومات دقيقة ومتداخلة. وتتشابك خيوط الطول والعرض في السجاد المصنوع بمدينة فاس، ويغلب على نقشاته الطابع الزخرفي الإسلامي، وينسج من القطن الكثيف الناعم، ويطعم بالخيوط المقصبة والذهبية، أما ألوانه فمتنوعة وزاهية.
وعلى الرغم من غزو التكنولوجيا الحديثة، ما زال السجاد التقليدي المغربي يصنع من صوف مصبوغ بمستخلصات النباتات والتوابل، كما قالت خبيرة صباغة الصوف «بهيجة حفيظي»: «ما زلنا نحتفظ بالتقنيات القديمة، لكننا طورناها، وذلك يتجلى في سرعة إنجاز الزربية أولا وفي تشكيل ألوان كثيرة في وقت قصير، لأنه في السابق كان هذا يأخذ وقتا أطول».

## المنافسة
يواجه السجاد اليدوي منافسة كبيرة من قبل السجاد الآلي المستورد والأرخص ثمنا؛ حيث بدأ الناس يتجهون إلى شراء الزربية الرخيصة، على الرغم من أن وجود الزربية التقليدية في البيت يشكل تراثا للبلاد لأنها منسوجة باليد، كما أن الأصواف المستعملة طبيعية وليست كتلك المصنوعة بالآلات الميكانيكية. اليوم يترك الزبون الزربية التقليدية، التي يبلغ سعر المتر المربع منها 1300 درهم، ليشتري زربية ميكانيكية بـ100 أو 50 درهما للمتر المربع، مما يشكل تهديدا لهذه الحرفة اليدوية الفنية التي تعكس تراث البلد وعراقته. فارتفاع ثمن هذا النوع من السجاد يشكل حاجزا حقيقيا أمام الزبائن، لكن الحرفيين يرون أن من له دراية بأساسيات جودة السجاد وأنواعه الفاخرة لن يعترض على السعر. إن حرفة صناعة السجاد اليدوي الأصلي ما زالت موجودة في المغرب، لأن لكل زبون ذوقه الخاص، وأيضا للمحافظة على التراث الذي تمثله الزربية التقليدية.

## النساء
وفي صناعة السجاد بالمغرب، تبدع القرويات في نسج أشكال جميلة منه، وتزيينها بزخرفة متنوعة من رسومات ونقشات وأشكال هندسية. وعلى الرغم من براعة الحرفيين والعمال المهرة في حياكة أجود أنواع السجاد، فإن أنامل القرويات لا يضاهيها شيء في هذا المجال، فهي تعمل بخفة وأناة لتنسج أجمل أنواع السجاد، الذي أصبح اليوم نادراً وباهظ الثمن، خاصة أن اللواتي يعملن اليوم في حياكة السجاد لا يبعنه لاعتبارات اجتماعية ويفضلن الاحتفاظ به أو إهدائه، مما يجعل الحصول على قطعة منه صعب المنال، لا سيما بعد التطورات التكنولوجية الحديثة ودخول الصُّناع المزيفين.
ويلجأ بعض الحرفيين إلى التحايل في نسج السجاد للتوفيق بين سعر البيع والمواد الأولية، حيث يستعملون الصوف عالي الجودة على وجه الزربية فقط، ويحرصون على تنسيق الألوان الزاهية ونسج الرسوم بدقة متناهية، إلا أن معرفة الفرق بين الأصباغ الطبيعية والكيميائية يساعد كثيرا عند اختيار النوعية الجيدة منه.